# Східноказахстанська область
Східноказахста́нська область — адміністративна область у східній частині Казахстану, на кордоні з Росією і Китаєм. Утворена в 1932 році. У 1997 році до її складу була включена територія Семипалатинської області. 2022 року із західної частини утворена нова Абайська область. Адміністративний центр — місто Усть-Каменогорськ.
Головна річка — Іртиш, на якій розташовані 3 ГЕС — Бухтарминська, Шульбінська і Усть-Каменогорська. Озера Алаколь, Зайсан, Маркаколь, Сасикколь.

## Адміністративний поділ
В кінці 2023 року у складі області було утворено два нових райони: Маркакольський з частини Курчумського району та Улькен-Наринський з частини Катон-Карагайського району.
| №  | Район                    | Площа, км² | Населення, осіб (1989) | Населення, осіб (1999) | Населення, осіб (2009) | Населення, осіб (2021) | К-ть АО | К-ть НП |
| -- | ------------------------ | ---------- | ---------------------- | ---------------------- | ---------------------- | ---------------------- | ------- | ------- |
| 1  | Алтайський район         | 10500      | 111860                 | 93727                  | 77672                  | 62393                  | 15      | 47      |
| 2  | Глибоківський район      | 7300       | 77578                  | 67329                  | 63581                  | 57533                  | 17      | 40      |
| 3  | Зайсанський район        | 10500      | 41842                  | 39556                  | 34593                  | 36153                  | 9       | 34      |
| 4  | Катон-Карагайський район | 9407,77    | 24777                  | 23380                  | 15336                  | 10316                  | 7       | 27      |
| 5  | Курчумський район        | 12169,69   | 31632                  | 26030                  | 19490                  | 15246                  | 7       | 21      |
| 6  | Маркакольський район     | 11029,17   | 22493                  | 19027                  | 12477                  | 7814                   | 5       | 23      |
| 7  | Самарський район         | 5476       | 24572                  | 21294                  | 16304                  | 12302                  | 8       | 22      |
| 8  | Тарбагатайський район    | 10170      | 37241                  | 37234                  | 25849                  | 20017                  | 8       | 31      |
| 9  | Уланський район          | 9610       | 57554                  | 45699                  | 39079                  | 34067                  | 18      | 45      |
| 10 | Улькен-Наринський район  | 3782,98    | 24422                  | 21769                  | 14720                  | 11709                  | 6       | 21      |
| 11 | Шемонаїхинський район    | 4000       | 67555                  | 57815                  | 49202                  | 42449                  | 11      | 35      |
| 1  | Ріддерська м.а.          | -          | 71134                  | 65116                  | 58916                  | 52555                  | -       | 11      |
| 2  | Усть-Каменогорська м.а.  | 546,49     | 333466                 | 320234                 | 314953                 | 368692                 | -       | 8       |

## Найбільші населені пункти
Населені пункти з чисельністю населення понад 10000 осіб:
| № | Населений пункт   | Населення, осіб (1989) | Населення, осіб (1999) | Населення, осіб (2009) | Населення, осіб (2021) |
| - | ----------------- | ---------------------- | ---------------------- | ---------------------- | ---------------------- |
| 1 | Усть-Каменогорськ | 324478                 | 310950                 | 303720                 | 349463                 |
| 2 | Ріддер            | 68706                  | 56269                  | 50500                  | 45859                  |
| 3 | Алтай             | 52838                  | 43894                  | 39320                  | 36360                  |
| 4 | Шемонаїха         | 23607                  | 19924                  | 19127                  | 18448                  |
| 5 | Зайсан            | 16970                  | 16021                  | 14389                  | 18430                  |
| 6 | Глибоке           | 12553                  | 10527                  | 9652                   | 10677                  |

## Населення
Населення — 731246 осіб (2021; 742172 у 2009, 838210 у 1999, 926126 у 1989).
Населення Східноказахстанської області — поліетнічне. На 1 січня 2010 року значну частину населення області становили казахи — 54,5 %, росіяни — 40,5 %, татари — 1,5 %, німці — 1,4 %. Інші національності складають трохи більше 2 % від загальної кількості населення краю. Східноказахстанська область один із небагатьох регіонів Казахстану де спостерігається постійний (окрім 2010 року) спад чисельності населення.

## Економіка
- Жезкентський гірничо-збагачувальний комбінат — підприємство по видобутку та збагаченню колчедано-поліметалевих руд.